# Rebellion (együttes)
A Rebellion német heavy metal zenekar. Két volt Grave Digger-tag alapította: Uwe Lulis gitáros és Tomi Göttlich basszusgitáros.
2007-ben jelent meg a vikingek történetét feldolgozó trilógiájuk második albuma a Miklagard, már az új női taggal Simone Wencel gitárossal.

## Jelenlegi felállás
- Michael Seifert – ének
- Uwe Lulis – gitár
- Simone Wenzel – gitár
- Tomi Göttlich – basszusgitár
- Gerd Lücking – dob

## Korábbi tagok
- Björn Eilen – gitár (2001–2005)
- Randy Black – dob (2001–2003) jelenleg Primal Fear

## Diszkográfia
- Shakespeare’s Macbeth – A Tragedy in Steel  2002
- Born a Rebel  2003
- Sagas of Iceland – The History of the Vikings Volume 1  2005
- Miklagard – The History of the Vikings Volume 2  2007
- Arise - The History of The Vikings Volume 3 2009
- Arminius - Furor Teutonicus 2012

## Videóklip
- Miklagard